# 간사이 사커 리그
간사이 사커 리그는 일본의 축구 리그이다.

## 같이 보기
- 일본의 축구 리그 시스템
- 일본 지역 리그